# Juan Francisco de Leyva y de la Cerda
Juan Francisco Jacinto de la Cerda de la Lama y de la Cueva Leyva Arteaga y Gamboa (Alcalá de Henares, 2 de febrero de 1604-Pastrana, Guadalajara; 27 de marzo de 1678), conocido como Juan Francisco de Leiva, conde de Baños, fue un político y aristócrata español que ocupó el cargo de Virrey de Nueva España desde el 16 de septiembre de 1660 hasta el 28 de junio de 1664.

## Biografía
Nació en la casa del conde de Coruña en Alcalá de Henares (Madrid) el 2 de febrero de 1604  en el seno de una familia aristocrática dedicada a las armas y descendiente de Beltrán de la Cueva, primer duque de Alburquerque. Fue hijo de Gonzalo de la Cerda y la Lama, IV marqués de la Adrada, y de Catalina de Arteaga Leyva y Gamboa, señora de Arteaga e hija de Pedro de Leiva y Mendoza, capitán general de los galeones de España, Nápoles y Sicilia.
Fue por nacimiento V marqués de la Adrada, señor de Villovela y Las Lastras, del Estado y fortaleza de La Lama y del mayorazgo de Monjara en el obispado de Segovia; de Arteaga y Gamboa, y preboste de Guernica, Ondárroa y Bermeo. Fue además, caballero de la Orden de Santiago y gentilhombre de Felipe IV de España.
Contrajo matrimonio con su prima segunda, Mariana Isabel de Leyva y Mendoza, quien se tituló por derecho II condesa de Baños y II marquesa de Leyva,  títulos que también usó su marido. Nacieron de este matrimonio tres hijos y una hija: Pedro, que sucedió en los títulos de sus padres; Gaspar, casado con la IX marquesa de Tavara; Antonio, y Úrsula, casada con el IV conde de Montijo.
Su carrera militar comenzó cuando todavía era un niño, que aprovechando las influencias de su abuelo, empezó a navegar en las galeras de la Armada Española, formando parte de los batallones que lucharon contra la piratería argelina. Posteriormente participó junto al rey en la sublevación de Cataluña en 1640, destacando en los conflictos surgidos en el sitio de Lérida y en el de Tarragona.
Fue nombrado Virrey de Nueva España en 1660,  cargo que mantuvo cuatro años, destacando en su mandato. Una vez en España y viudo de su mujer, ingresó en 1676 en los Carmelitas Descalzos en Pastrana, donde profesó con el nombre de fray Juan de San José y permaneció hasta su muerte,  acaecida en 1678].

## Virrey de Nueva España
A pesar de no ser muy conocido en la Corte, Felipe IV de España se empeñó en nombrarlo virrey, cargo que le concedió el 26 de febrero de 1660, y se trasladó a la Ciudad de México junto con su mujer e hijos, tomando posesión del cargo el 16 de septiembre del mismo año.
Su gobierno se caracterizó por las irregularidades administrativas, y ya a los pocos meses la virreina se dedicaba a enriquecerse a través del tráfico de influencias, vendiendo los cargos y haciendo firmar a su marido los documentos, sin que éste tuviese constancia de los hechos. Estas acciones, que pronto fueron conocidas fuera del palacio virreinal, disgustaron profundamente a la población, acostumbrada a otros virreyes de mayor seriedad y compostura, como es el caso del antecesor, Francisco Fernández de la Cueva, octavo duque de Alburquerque.
La mala gestión del virrey, la codicia de la virreina y las escandalosas fiestas de sus hijos llegaron a oídos de la Corte en España, quien preparó su destitución en el cargo, pero el virrey retenía la correspondencia oficial para no permitir la llegada de los documentos. El 30 de diciembre de 1663 Antonio Sebastián de Toledo Molina y Salazar ya había recibido su nombramiento como sucesor en el virreinato.
La situación se agravó cuando Pedro, uno de los hijos del virrey insultó a un criado del conde de Santiago de Calimaya,  y más tarde, lo atravesó con la espada, falleciendo a las pocas horas. Los oidores de la Real Audiencia de México quisieron poner justicia ante un escándalo como este, nunca visto en la ciudad, pero llegó antes la justicia popular, y la familia virreinal fue apedreada al salir de misa. El virrey fue cesado de inmediato el 28 de junio de 1664. Se nombró virrey interino a Diego Osorio de Escobar, obispo de la Puebla de los Ángeles, quien entregó el bastón de mando al virrey Antonio de Toledo el 15 de octubre de 1664.
Los excesos y abusos cometidos por los subordinados a su cargo provocaron la revuelta de algunas comunidades indígenas en más de una ocasión, siendo la más notable la acaecida en 1661, cuando los indígenas de Tehuantepec se levantaron en armas y dieron muerte al corregidor Juan de Arellano. Esta rebelión fue pacificada gracias a la intervención de Alonso de Cuevas Dávalos, obispo de Oaxaca.